# David Vanole
David Charles Vanole (Redondo Beach, 6 de fevereiro de 1963 – Salt Lake City, 15 de janeiro de 2007) foi um futebolista norte-americano, que atuava como goleiro.

## Carreira
Vanole teve uma curta carreira como jogador de futebol, e nunca atuou em uma equipe profissional (o futebol nos EUA ainda era desconhecido). Depois de ter se aventurado no futebol universitário pela equipe da Escola de Aviação de Redondo Beach, onde jogou como goleiro (foi o melhor de sua posição na divisão All-Ocean), vestiu as camisas de apenas três times, todos de cunho semi-profissional: o UCLA Bruins (1981-1985), o Los Angeles Heat (1986-1990) e o San Francisco Bay Blackhawks, sua última equipe, em 1991. Depois disso, parou de atuar.

## Carreira internacional
Vanole estreou pela Seleção dos EUA em 1986, contra o Canadá. Com a seleção, esteve em dois torneios: as Olimpíadas de 1988 e a Copa do Mundo de 1990, como segundo-reserva do jovem Tony Meola, titular dos EUA na primeira Copa disputada pelos ianques desde 1950.

## Treinador de goleiros
Depois de 14 anos esquecido, Vanole retomou a carreira como treinador de goleiros do New England Revolution, função desempenhada por ele até 2006.

## Morte
Em 15 de janeiro de 2007, 21 dias antes de fazer 44 anos, Vanole morreu em um acidente em uma estacção de esqui em Salt Lake City.